# Verdejante
Verdejante est une municipalité brésilienne située dans l'État du Pernambouc.